# Glaciares tropicales

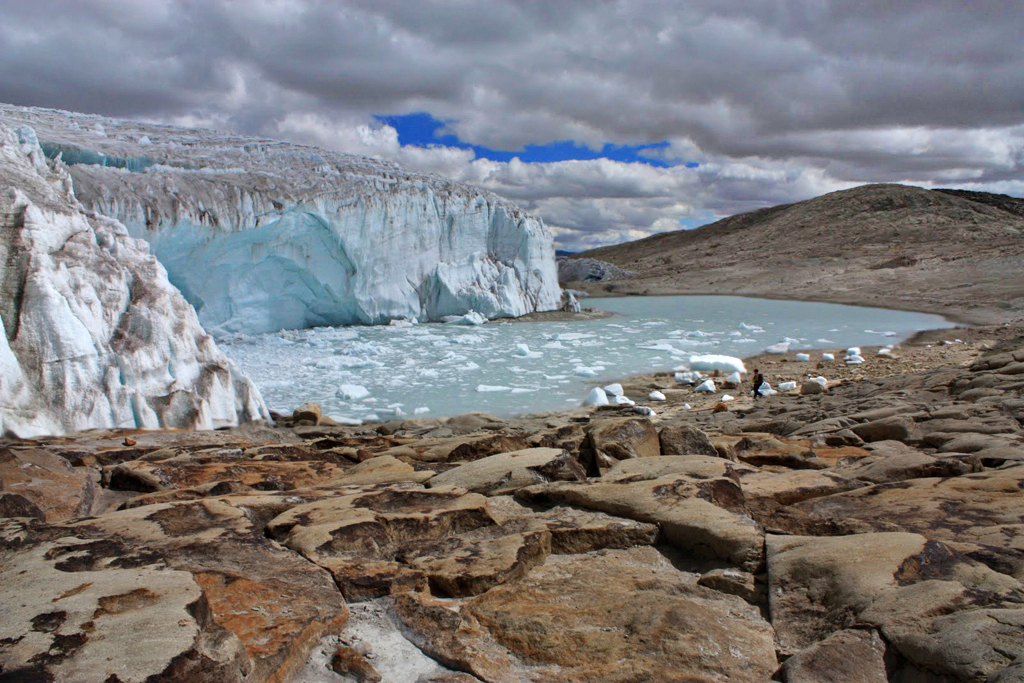
El glaciar Quelccaya en Perú, es el más extenso de los glaciares tropicales en el mundo. Esta singularidad ha permitido estudiar en sus hielos los cambios climáticos ocurridos en el trópico desde la última era glaciar.

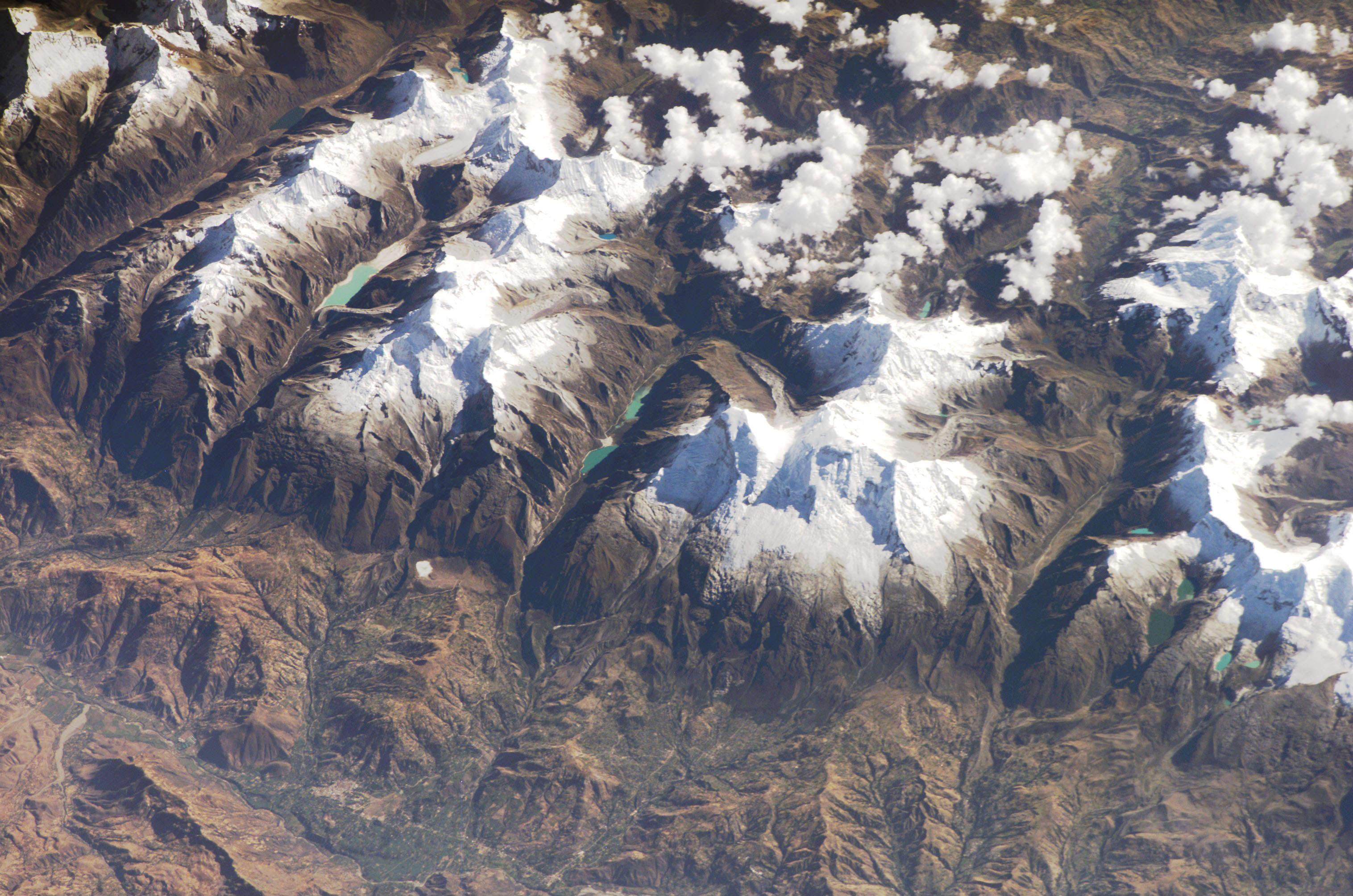
La Cordillera Blanca en Perú es la cordillera glaciar tropical más elevada y extensa del mundo, concentra el 35% del total de glaciares peruanos y se extiende en una longitud de 211 km.

Los glaciares tropicales son masas de hielo permanente situadas entre los trópicos de Cáncer (23° 26′ N) y Capricornio (23° 26′ S), es decir, dentro de la franja ecuatorial del planeta. Aunque estas regiones se caracterizan por temperaturas relativamente cálidas durante todo el año, la existencia de glaciares es posible gracias a la altitud extrema de ciertos sistemas montañosos. La mayor concentración de glaciares tropicales se encuentra en los Andes sudamericanos, particularmente en Perú, Bolivia, Colombia y Ecuador. Sin embargo, también existen glaciares tropicales aislados en África Oriental —como el monte Kilimanjaro, monte Kenia y la cordillera del Rwenzori— así como en Indonesia, específicamente en la región montañosa de Papúa, sobre el Puncak Jaya.
A diferencia de los glaciares en zonas polares o templadas, los glaciares tropicales se desarrollan en condiciones muy particulares: altitudes superiores a los 4 500 m s. n. m., alta exposición solar y precipitaciones irregulares. Debido a que en estas latitudes las temperaturas permanecen cerca del punto de congelación, cualquier pequeño aumento térmico puede provocar retrocesos significativos. Además, la escasa acumulación de nieve limita la regeneración del hielo. Por estas razones, los glaciares tropicales son considerados indicadores climáticos de alta sensibilidad, ya que reaccionan de forma acelerada a los cambios en la temperatura global y las alteraciones en los ciclos de precipitación.

## Distribución geográfica
Los glaciares tropicales se localizan geográficamente entre los trópicos de Cáncer (23° 26′ N) y de Capricornio (23° 26′ S), lo que implica que se desarrollan en regiones de latitudes bajas y climas generalmente cálidos. Su existencia es posible únicamente en zonas de gran altitud, donde las temperaturas se mantienen cercanas al punto de congelación durante todo el año. Aunque representan una fracción muy pequeña del total de glaciares del mundo, estos glaciares desempeñan un papel crítico como indicadores del cambio climático. Se distribuyen principalmente en tres regiones: los Andes de América del Sur (en países como Perú, Bolivia, Ecuador y Colombia), las montañas de África Oriental (como el monte Kilimanjaro, el monte Kenia y la cordillera Rwenzori), y en Indonesia, específicamente en el macizo del Puncak Jaya en la provincia de Papúa.

### En América del Sur
Aproximadamente el 99 % de los glaciares tropicales del mundo se encuentran en la región andina de América del Sur, distribuidos principalmente en las cordilleras de Perú, Bolivia, Ecuador, Colombia y Venezuela. Estos glaciares, localizados en elevadas zonas montañosas por encima de los 4 000 metros sobre el nivel del mar, desempeñan un papel crucial en la hidrología regional. La siguiente tabla muestra la superficie glaciar estimada para cada país con presencia de glaciares tropicales, según datos actualizados hasta 2024–2025.
| Distribución de glaciares tropicales en América del Sur | Distribución de glaciares tropicales en América del Sur | Distribución de glaciares tropicales en América del Sur | Distribución de glaciares tropicales en América del Sur | Distribución de glaciares tropicales en América del Sur |
| País                                                    | Área (km²)                                              | Año                                                     | Porcentaje en los Andes                                 | Porcentaje de glaciares tropicales                      |
| ------------------------------------------------------- | ------------------------------------------------------- | ------------------------------------------------------- | ------------------------------------------------------- | ------------------------------------------------------- |
| Perú                                                    | 1050                                                    | 2020                                                    | 3.4%                                                    | 68.6%                                                   |
| Bolivia                                                 | 346                                                     | 2017                                                    | 1.1%                                                    | 22.6%                                                   |
| Ecuador                                                 | 35                                                      | 2024                                                    | 0.1%                                                    | 2.3%                                                    |
| Colombia                                                | 33                                                      | 2022                                                    | 0.1%                                                    | 22%                                                     |
| Venezuela                                               | 0.01                                                    | 2023                                                    | 0.00032%                                                | 0.001%                                                  |

| País      | Área glaciar (km²) | Año de referencia | Fuente |
| --------- | ------------------ | ----------------- | ------ |
| Perú      | ≈1 050             | 2020              | [ 11 ] |
| Bolivia   | ≈350               | 2017              | [ 12 ] |
| Ecuador   | ≈35                | 2024              | [ 13 ] |
| Colombia  | 33                 | 2024              | [ 14 ] |
| Venezuela | <0,01              | 2024              | [ 15 ] |

#### Perú
Artículo principal: Anexo Glaciares de Perú
El Perú alberga aproximadamente el 71 % de los glaciares tropicales del mundo, distribuidos a lo largo de la Cordillera de los Andes. Las mayores concentraciones de masa glaciar se localizan en los departamentos de Áncash (41,8 %), Cusco (32,38 %) y Puno (8,12 %), donde estos glaciares cumplen un rol crucial en la provisión de agua para consumo humano, agricultura, generación hidroeléctrica y regulación de cuencas hídricas.
Uno de los glaciares más emblemáticos es el Quelccaya, situado en la cordillera de Vilcanota, al sureste del país. Se trata del "mayor campo de hielo tropical del mundo", con una superficie que en las últimas décadas ha disminuido de forma acelerada. Estudios recientes indican que el frente glaciar está retrocediendo a una velocidad aproximada de 60 metros por año, en contraste con los 6 metros anuales registrados en la década de 1980. Este fenómeno es considerado una de las evidencias más visibles del impacto del cambio climático en las zonas tropicales de alta montaña.

#### Colombia

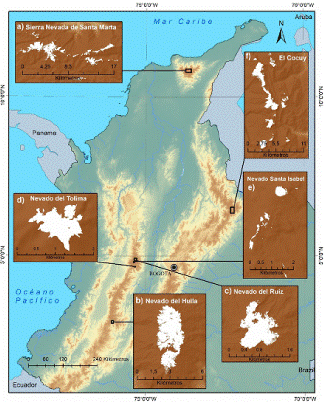
Distribución geográfica de los glaciares tropicales en Colombia

Los glaciares de Colombia se clasifican como glaciares de montaña y, debido a su ubicación cercana al ecuador, también se consideran glaciares ecuatoriales. El país alberga aproximadamente el 45 % de los glaciares ecuatoriales del planeta.
Estos glaciares se localizan en las principales cordilleras de los Andes colombianos y en la Sierra Nevada de Santa Marta (Chundua), alcanzando altitudes superiores a los 4 800 msnm. Debido a estas elevaciones extremas, las masas de hielo están fuertemente condicionadas por el régimen anual de precipitaciones y por la alta radiación solar, que se mantiene constante durante todo el año en la zona intertropical. Esta combinación de factores hace que los glaciares colombianos sean altamente sensibles al cambio climático, mostrando un retroceso progresivo en su superficie desde mediados del siglo XX.
Actualmente, Colombia conserva seis glaciares activos distribuidos en regiones volcánicas y montañosas:
- Nevado del Ruiz (Kumanday)
- Nevado de Santa Isabel (Polekakasué)
- Nevado del Tolima (Dulima)
- Nevado del Huila (Wila)
- Sierra Nevada de Santa Marta (Chundua)
- Sierra Nevada del Cocuy  (Güicán o Zizuma)

A pesar de estar ubicados en zonas con alta humedad atmosférica, su carácter tropical los hace especialmente vulnerables a variaciones mínimas de temperatura y a fenómenos como El Niño y La Niña, que alteran su balance de masa y aceleran el deshielo.
De los seis glaciares presentes en Colombia, cuatro se encuentran emplazados sobre estructuras volcánicas activas, conocidos como volcanes-nevados, mientras que los otros dos reposan sobre formaciones rocosas no volcánicas, como es el caso de las sierras nevadas de Santa Marta y El Cocuy.
Actualmente, como consecuencia de factores externos relacionados con el cambio climático y procesos internos como el vulcanismo, todos los nevados del país muestran un balance glaciar de masas negativo. Esto significa que la cantidad de hielo que pierden anualmente supera la que logran acumular.
| Nombre                                    | Ubicación                                     | Superficie aproximada (km²) | Altitud media (m s. n. m.) | Observaciones                                                                               |
| ----------------------------------------- | --------------------------------------------- | --------------------------- | -------------------------- | ------------------------------------------------------------------------------------------- |
| Nevado del Ruiz (Kumanday)                | Departamento de Caldas y Tolima               | 7,2                         | ≈5 200                     | Uno de los más estudiados; retroceso acelerado desde los años 1980; en actividad volcánica. |
| Nevado de Santa Isabel (Polekakasué)      | Entre Risaralda, Caldas y Tolima              | 2,9                         | ≈4 900                     | Glaciar fragmentado; alto riesgo de desaparición en la próxima década.                      |
| Nevado del Tolima (Dulima)                | Departamento del Tolima                       | 1,1                         | ≈5 200                     | Superficie glaciar muy reducida; difícil acceso para monitoreo frecuente.                   |
| Nevado del Huila (Wila)                   | Entre Huila, Cauca y Tolima                   | 1,5                         | ≈5 300                     | Glaciar sobre volcán activo; pérdida de masa sostenida.                                     |
| Sierra Nevada de Santa Marta (Chundua)    | Departamento de Magdalena, Cesar y La Guajira | 6,7                         | ≈5 500                     | Glaciares más cercanos al mar Caribe; reducción significativa en los últimos 30 años.       |
| Sierra Nevada del Cocuy (Güicán o Zizuma) | Departamento de Boyacá y Arauca               | 11,2                        | ≈5 100                     | Mayor superficie glaciar del país; múltiples picos y lenguas glaciares.                     |

##### Estado y evolución reciente (2010-2023)
Un estudio exhaustivo publicado en 2024 analizó la evolución de los glaciares colombianos entre 2010 y 2023 utilizando imágenes satelitales de alta resolución. La investigación reveló una disminución total del 19 % en la superficie glaciar del país durante ese período, pasando de 52,5 km² a 33,8 km². A pesar de esta tendencia general de retroceso, la dinámica de los glaciares está fuertemente influenciada por el fenómeno ENSO.
La siguiente tabla detalla la evolución anual del área para cada uno de los seis glaciares activos de Colombia.
| Año | Nevado del Huila (Wila) | Sierra Nev. Sta. Marta (Chundua) | Sierra Nev. El Cocuy (Güicán o Zizuma) | Nevado del Tolima (Dulima) | Nevado de Santa Isabel (Polekakasué) | Nevado del Ruiz (Kumanday) | Área Total (km²) |
| --- | ----------------------- | -------------------------------- | -------------------------------------- | -------------------------- | ------------------------------------ | -------------------------- | ---------------- |
| Segunda mitad del siglo XIX | 33,7                    | 81,6                             | 148,7                                  | 8,6                        | 27,8                                 | 47,5                       | 349              |
| Años 50 | 17,5                    | 20,4                             | 38,9                                   | 2,7                        | 9,40                                 | 21                         | 109              |
| Años 80 | 15,4                    | 16,1                             | 35,7                                   | 1,6                        | 6,40                                 | 18,7                       | 91               |
| Años 90 | 13,9                    | 12,2                             | 23,7                                   | 1,18                       | 5,30                                 | 14,1                       | 67,81            |
| 2008 | 10,47                   | 6,49                             | 17,86                                  | 0,93                       | 2,59                                 | 8,82                       | 47,16            |
| 2010 | 0,2*                    | 27,5                             | 16,0                                   | 0,76                       | 0,38                                 | 7,7                        | 52,5             |
| 2011 | 9,1                     | 23,3                             | 16,6                                   | 1,03                       | 1,43                                 | 12,3                       | 63,8             |
| 2012 | 9,7                     | 14,4                             | 15,6                                   | 0,87                       | 1,05                                 | 10,6                       | 52,2             |
| 2013 | 8,2                     | 13,2                             | 14,2                                   | 0,8                        | 0,5                                  | 8,5                        | 45,4             |
| 2014 | 8,1                     | 8,9                              | 13,8                                   | 0,98                       | 0,75                                 | 10,6                       | 43,1             |
| 2015 | 7,3                     | 11,6                             | 15,5                                   | 0,73                       | 0,64                                 | 7,1                        | 42,9             |
| 2016 | 6,3                     | 10,3                             | 16,4                                   | 0,3                        | 0,66                                 | 7,8                        | 41,8             |
| 2017 | 7,8                     | 8,8                              | 14,7                                   | 0,62                       | 0,73                                 | 4,6                        | 37,3             |
| 2018 | 6,6                     | 9,6                              | 15,0                                   | 0,52                       | 0,57                                 | 5,1                        | 37,4             |
| 2019 | 6,1                     | 8,1                              | 14,9                                   | 0,5                        | 0,42                                 | 4,5                        | 34,5             |
| 2020 | 5,0                     | 7,0                              | 13,3                                   | 0,32                       | 0,39                                 | 3,5                        | 29,5             |
| 2021 | 8,5                     | 10,6                             | 14,2                                   | 0,59                       | 0,55                                 | 6,6                        | 41,0             |
| 2022 | 7,1                     | 6,2                              | 13,4                                   | 0,67                       | 0,56                                 | 3,0                        | 30,9             |
| 2023 | 8,3                     | 8,5                              | 13,6                                   | 0,66                       | 0,31                                 | 2,4                        | 33,8             |
| Variación Promedio | -23 %                   | -56 %                            | -8 %                                   | -12 %                      | +68 %                                | -13 %                      | -19 %            |
| *El área del Nevado del Huila en 2010 era mínima debido a la erupción de 2008; para el cálculo de su variación promedio, el estudio usa como base el área de 2011. |                         |                                  |                                        |                            |                                      |                            |                  |

Proyecciones recientes indican que, de mantenerse las tendencias actuales, los glaciares colombianos podrían desaparecer antes de 2040.

#### Venezuela

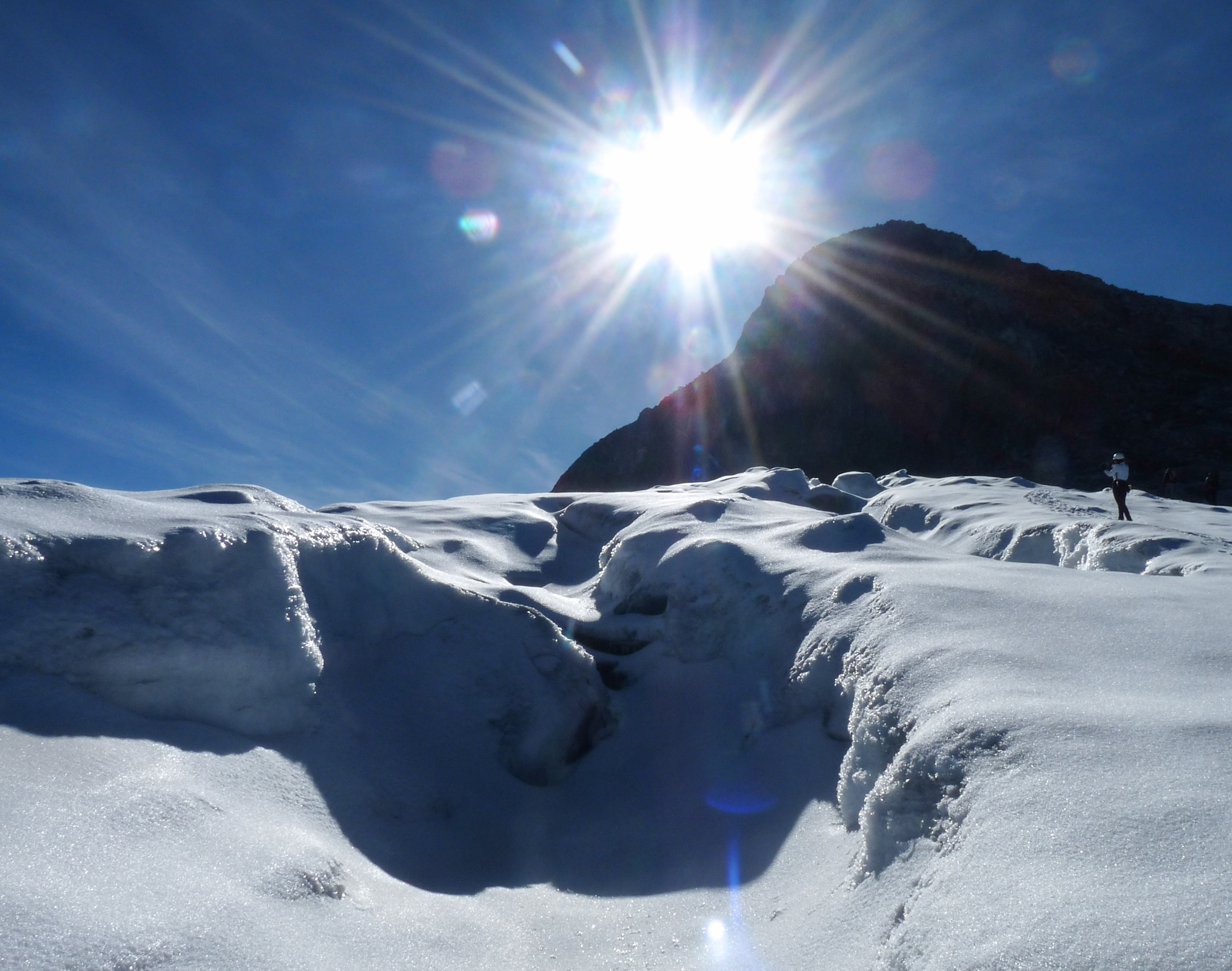
Glaciar La Corona, el último glaciar de Venezuela, actualmente en vías de extinción

En Venezuela, a mayo de 2024 ya no se conserva ningún glaciar activo. El último remanente, conocido como el glaciar La Corona, ubicado en el Pico Humboldt, fue reclasificado oficialmente como campo de hielo tras perder su capacidad dinámica de flujo glaciar. Esta reclasificación marcó la extinción total de los glaciares en el país, que en 1952 contaba con al menos diez masas glaciares identificadas en la cordillera de Mérida.
Durante el siglo XX, Venezuela albergaba glaciares en tres macizos principales: el Pico Bolívar, el Pico La Concha y los Picos Humboldt y Bonpland. Entre los glaciares más destacados que desaparecieron se encuentran:
- En el Pico Bolívar: glaciares El Espejo, Timoncito, El Encierro I y El Encierro II.
- En el Pico La Concha: glaciares Ño León y Coromoto Este.
- En los Picos Humboldt y Bonpland: glaciares Coromoto Oeste, Sinigüis y Nuestra Señora.

La desaparición progresiva de estas masas de hielo se ha atribuido al aumento sostenido de la temperatura, la disminución de precipitaciones sólidas y la alta exposición a la radiación solar tropical. Venezuela se convirtió así en el primer país andino en perder por completo sus glaciares tropicales, un hecho simbólico del retroceso acelerado de la criósfera en zonas ecuatoriales.

### En África Oriental
Los glaciares tropicales africanos se encuentran al oriente de este continente, específicamente sobre las formaciones montañosas más altas del continente: El monte Kilimanjaro (Tanzania), el monte Kenia (Kenia)  y los picos nevados de la cordillera de Rwenzori (frontera entre Uganda y la República Democrática del Congo). Estas masas de hielo se encuentran a altitudes superiores a los 4 800 m s. n. m. y han experimentado un rápido retroceso en las últimas décadas. Estudios recientes han documentado que el glaciar Stanley Plateau, en Rwenzori, perdió más del 30 % de su superficie entre 2020 y 2024, y algunos glaciares menores han desaparecido por completo. En el caso del Monte Kilimanjaro, imágenes satelitales y comparaciones fotográficas indican que la cobertura glaciar se ha reducido en más del 85 % desde 1912, con proyecciones que anticipan su desaparición total hacia mediados del siglo XXI.
Los glaciares en África no son un fenómeno aislado a la región oriental en el país, también hay evidencia de glaciares que se extinguieron como los del Monte Meru en Tanzania (4562 m.s.n.m), los picos de Rwenzori dentro de Uganda (altura media de 4800 m.s.n.m), Ras Dashen en Etiopía (4550 m.s.n.m), y el Jbel Toubkal en las cordilleras atlas en Marruecos(4200m.s.n.m). El derretimiento de estos se dio en largos periodos de tiempo relacionados con cambios climáticos como el fin de la pequeña era del hielo y la crisis climática actual.
El origen geológico de estas formaciones montañosas se remonta en gran parte a procesos tectónicos relacionados con la fragmentación de Gondwana y la actividad asociada al Gran Valle del Rift. Durante los periodos cercanos y anteriores al Neoproterozoico, las altas presiones derivadas de la colisión continental promovieron la elevación progresiva de bloques de la corteza, generando cordilleras y estructuras volcánicas de gran altitud. Con el posterior desplazamiento de la placa Somalí, se produjo la apertura del sistema de rift africano, lo que dio lugar a la formación de depresiones y macizos volcánicos como el Kilimanjaro y el Monte Kenia. Las altitudes extremas y la forma crateriforme de algunas de estas cumbres facilitaron la acumulación de nieve y hielo durante miles de años, dando origen a glaciares tropicales en una región donde predominan temperaturas elevadas.

#### Monte Kilimanjaro (Tanzania)
Ubicado en Tanzania, el monte Kilimanjaro tiene una altura de 5.895 m s. n. m. Conserva los glaciares tropicales más conocidos de África, entre ellos el Furtwängler, Credner y Rebmann. El Furtwängler ha perdido casi el 85 % de su superficie desde 1912, reduciéndose de unos 113 000 m² en 1976 a apenas 11 000 m² en 2018, y se estimaba su desaparición para 2022–2040. El Credner continúa retrocediendo rápidamente por su exposición en la vertiente noroeste, con estimaciones que apuntan a su pérdida total antes de 2030 . Paralelamente, el Rebmann ha visto desaparecer el 82 % de su volumen entre 1912 y 2000, reflejando la tendencia general de pérdida crónica en los hielos del Kilimanjaro.
Entre los glaciares que ya se han extinguido completamente se encuentran el Drygalski, Great Penck y Little Penck, ubicados principalmente en las laderas sur y suroeste de Kibo. Estos glaciares fueron documentados a lo largo del siglo XX, pero su volumen se redujo progresivamente hasta desaparecer por completo a inicios del siglo XXI. Su desaparición refleja la gran sensibilidad de las masas de hielo tropicales, que dependen no solo de la temperatura, sino también de factores como la precipitación y la cubierta de nubes.

#### Monte Kenia (Kenia)
Ubicado en Kenia y con una altura de 5 199 m cuenta con los glaciares tropicales más pequeños de África Oriental. En 2024, su hielo sumaba apenas 0,069 km², equivalentes a una pérdida del 95 % desde 1900. El glaciar Lewis, el mayor, se dividió entre 2014 y 2016 y ha perdido más del 60 % de su área en solo cinco años; estudios indican que podría desaparecer para 2030 si se mantienen las tendencias actuales. Los glaciares restantes, como el Tyndall, se están reduciendo a fragmentos insignificantes y su declive ha alterado el régimen de los ríos Naromoru y Ngare Ngare, afectando el suministro hídrico y generando conflictos locales.

#### Retroceso glaciar del Monte Kenia y sus impactos locales
El retroceso de los glaciares del monte Kenia es una consecuencia directa del cambio climático global manifestado en el aumento progresivo de las temperaturas y en la alteración de los patrones de precipitación en África Oriental lo que ha generado profundas implicaciones para las comunidades que habitan en las regiones de Nyeri y Laikipia ubicadas respectivamente al occidente y norte del monte este fenómeno ha adquirido una relevancia crítica debido a su impacto directo sobre los sistemas naturales y humanos ya que los glaciares han funcionado históricamente como reservorios naturales de agua almacenando nieve y hielo durante la temporada de lluvias y liberándola gradualmente en forma de escorrentía durante los meses secos lo que aseguraba un flujo constante en los ríos que abastecen tanto a zonas rurales como urbanas la pérdida sostenida de masa glaciar ha provocado una disminución significativa del caudal en ríos clave como el Naromoru y el Likii lo que afecta de manera directa actividades económicas fundamentales como la agricultura de riego el pastoralismo y el acceso al agua potable para el consumo doméstico en comunidades de bajos recursos además este cambio ambiental compromete la viabilidad de sectores estratégicos como el ecoturismo la pesca la conservación de la biodiversidad y la generación de energía hidroeléctrica aumentando así la presión sobre un ecosistema ya vulnerable por la deforestación la sobreexplotación del agua y la expansión agrícola frente a este escenario las comunidades locales experimentan una creciente inseguridad hídrica que amenaza su subsistencia y eleva el riesgo de conflictos sociales migración forzada y crisis alimentarias lo que evidencia la necesidad urgente de implementar estrategias de adaptación resilientes de fortalecer la gestión de cuencas hidrográficas y de promover políticas públicas sostenibles centradas en la protección del Monte Kenia como fuente vital de vida para las generaciones presentes y futuras

#### Picos nevados de Rwenzori
Esta cordillera que sirve como frontera entre Uganda y la República Democrática del Congo posee la tercera montaña más alta de África y la mayor extensión alpina de África, La cordillera promedia una altitud 2500 m.s.n.m, El pico más alto es el pico margarita sobre el Monte Stanley que es el único que aún posee su glaciar. 
Históricamente relatadas por Ptolomeo como las «montañas de la Luna», albergaba en 1906 unos 7,5 km² de hielo glacial distribuidos en 43 glaciares. Para 2005, quedaba menos de la mitad repartido en solo tres picos; en 2024, solo el glaciar del monte Stanley persiste, con una reducción del 29,5 % de su superficie entre 2020 y 2024, y una pérdida de espesor de 8 m. Los glaciares de los picos Baker, Speke, Gessi, Emin y Luigi Di saviola  desaparecieron antes de 2024. Esta región es crítica para la cuenca del Nilo y fuente de agua para más de cinco millones de personas; además, posee valor cultural para los Bakonzo y es objeto de programas de monitoreo 3D y fotogramétrico liderados por Project Pressure y la Uganda Wildlife Authority.
Además de su evidente retroceso, los glaciares de los picos nevados del Rwenzori se enfrentaron y enfrentan actualmente a procesos climáticos anómalos, relacionados con el calentamiento global y la alteración progresiva de los ciclos atmosféricos e hidrológicos. Estos procesos han impulsado el aumento sostenido de las temperaturas mínimas nocturnas, la disminución de la nubosidad y el consecuente descenso del albedo superficial, lo que intensifica la absorción de radiación solar y acelera el derretimiento glaciar. Esta pérdida de hielo no solo representa una disminución crítica en el almacenamiento hídrico, sino que también ha transformado ecosistemas de alta montaña, como las turberas glaciares y los pantanos afroalpinos, afectando a especies endémicas como el ratón montañés del Rwenzori (Otomys dartmouthi). Este fenómeno forma parte de una tendencia global de desaparición de glaciares tropicales, como ya se ha observado en los Andes, con casos emblemáticos como los glaciares Chacaltaya en Bolivia y Carihuayrazo en Ecuador. Además, la pérdida del permafrost glacial en la cordillera incrementa los riesgos geohidrológicos, entre ellos los deslizamientos de ladera, la erosión acelerada y la formación de lagos proglaciares susceptibles a desbordamientos catastróficos. Todo esto ha contribuido a una transformación progresiva en los usos del suelo, favoreciendo prácticas ganaderas y agrícolas en áreas antes cubiertas por vegetación natural, gracias a la riqueza edafológica de los suelos que han acumulado nutrientes durante milenios.

### Indonesia (Puncak Jaya, Papua)
En Indonesia, los únicos glaciares tropicales se ubican en el Puncak Jaya (Carstensz Pyramid), en la cordillera Sudirman de Papúa Central (4 884 m s. n. m.). Según la Agencia Meteorológica, Climatológica y Geofísica de Indonesia (BMKG), para abril de 2022 la superficie glaciar había disminuido a únicamente 0,23 km², y la capa de hielo se redujo de 6 m en diciembre de 2022 a apenas 2 m al cierre de 2023, perdiendo aproximadamente 4 m en un año. Un estudio de 2025 muestra que desde 1850 la capa de hielo se redujo en más del 99 %, alcanzando en 2024 un área estimada de 0,165 km², con una proyección de desaparición completa alrededor de 2030 si persisten las tasas actuales de pérdida. La magnitud del retroceso se atribuye tanto al calentamiento global crónico como a episodios intensos de El Niño (2015–16, 2022–23), y ha motivado iniciativas diplomáticas de Indonesia que promueven acciones multilaterales para conservar los glaciares tropicales.
Indonesia ha perdido casi todos sus glaciares tropicales en las últimas décadas debido al calentamiento global y a eventos climáticos como El Niño. En el pasado, la región de Puncak Jaya albergaba varios glaciares, entre ellos el Ngga Pulu, que desapareció entre las décadas de 1970 y 1980; el glaciar Meren, que se extinguió en la década de 1990; y el Southwall Hanging Glacier, que también desapareció hacia finales del siglo XX. Estos glaciares, ubicados en la cordillera Sudirman de Papúa Central, representaban algunas de las pocas masas de hielo tropical en el mundo. Hoy solo quedan pequeños remanentes del glaciar Carstensz y del Northwall Firn, cuya desaparición completa se proyecta para antes de 2030 si persisten las actuales tasas de retroceso.
Además de su importancia climática, el Puncak Jaya es reconocido como la montaña insular más alta del mundo y el pico más alto de Oceanía, con 4.884 metros sobre el nivel del mar. Se ubica en la cordillera Sudirman, una región tectónicamente activa de Papúa Central, caracterizada por frecuentes terremotos y maremotos que han contribuido a su formación geológica. Este macizo recibe diversos nombres indígenas como Nemangkawi en idioma amungkal o Gunung Sukarno, reflejando su relevancia cultural y espiritual para los pueblos locales. Su altitud excepcional lo convierte en el punto más elevado entre el Himalaya y los Andes, consolidándolo como un símbolo geográfico único a nivel mundial.

## Retroceso glaciar
El aumento de las temperaturas producto del cambio climático constituye una amenaza para los glaciares tropicales. Estos glaciares han experimentado importantes retrocesos en las últimas tres décadas. En México, ya han desaparecido la mayoría de los glaciares tropicales, y las proyecciones indican que para 2050 no quedará ningún glaciar en ese país. En la piscina cálida del Pacífico occidental las proyecciones en 2019 indicaban que la desaparición de los glaciares en esa zona era "inminente".
El retroceso de los glaciares en los Andes tropicales ha aumentado de forma alarmante en las últimas décadas, impulsado principalmente por el cambio climático de origen humano. Las elevaciones de temperatura en la región tropical han provocado una pérdida significativa de masa glaciar, lo que representa un desafío urgente para los países andinos.
Durante los últimos cincuenta años, los glaciares tropicales de los Andes han perdido más del 50% de su área superficial, un fenómeno sin precedentes en comparación con los últimos diez mil años. Esta pérdida está fuertemente asociada al aumento de la temperatura en zonas de alta montaña, donde se ha registrado un incremento superior a 1°C en ese mismo periodo. Modelos recientes confirman que esta aceleración en el retroceso glaciar es principalmente impulsada por el calentamiento atmosférico, más que por cambios en la precipitación.
La retracción de los glaciares tropicales amenaza el suministro de agua para riego, para consumo humano y para la generación de electricidad de importantes ciudades y localidades de América Latina. El derretimiento de los glaciares deja al descubierto la roca, que tiene un menor albedo que el hielo, contribuyendo al aumento de las temperaturas globales.
Entre 1990 y 2020, los glaciares tropicales andinos (TAGs) perdieron aproximadamente un 42% de su superficie total, reduciéndose de 2429,38 km² a 1409,11 km². Esta pérdida sigue un patrón de descenso lineal, con una media de retroceso de 28,42 km² por año. La disminución fue especialmente acelerada durante la década de 2011 a 2020, periodo en el que se registraron los valores mínimos de cobertura glaciar. Además, los glaciares ubicados por debajo de los 5000 metros sobre el nivel del mar presentaron mayores tasas de pérdida. En países con menor cobertura glaciar, como Colombia y Venezuela, la pérdida relativa fue aún más significativa, alcanzando en este último más del 96% de retroceso respecto a 1990.
En Perú, la Autoridad Nacional del Agua analizó el retroceso glaciar desde 1948 hasta 2019 concluyendo que la masa glaciar en su superficie retrocedió en 51 % en veinte cordilleras glaciares, dos de ellas ahora con glaciares extintos: las cordilleras Barroso y Volcánica.
En el caso específico del glaciar Pan de Azúcar, en la  Sierra Nevada del Cocuy (Colombia), la superficie glaciar actual es considerablemente menor a la del Holoceno temprano, lo que refleja un retroceso prolongado desde el final de la Pequeña Edad de Hielo. Registros geocronológicos indican que tras un periodo relativamente estable durante parte del Holoceno, el retroceso glaciar se ha intensificado en el último siglo.

## Importancia climática y rol en el ciclo hidrológico
Los glaciares tropicales operan como medidores sensibles del calentamiento global debido a su ubicación en zonas con temperaturas cercanas al punto de congelación durante todo el año. Un estudio de 2024 de la Universidad de Wisconsin–Madison encontró que muchos glaciares andinos están en su mínima extensión en al menos 11 700 años, lo cual evidencia de manera contundente el calentamiento moderno. Además, los reportes de la OMM y la UNESCO advierten que más del 70 % del agua dulce terrestre está almacenada en glaciares, y que los glaciares de montaña suministran agua a unos 2 000 millones de personas, actuando como verdaderas "torres de agua" globales.
Durante épocas secas, los glaciares tropicales regulan los ríos liberando agua de forma constante, lo que garantiza suministro para consumo humano, irrigación y generación de energía hidroeléctrica. En la cordillera de los Andes, estudios recientes han demostrado que entre el 10 % y el 79 % del caudal de los ríos depende del deshielo glacial según la estación y cuenca específica, con cifras críticas en regiones altamente vulnerables. Sin embargo, este proceso enfrenta un punto de "peak water"—inicio de mayor aporte seguido de una inevitable disminución—que puede provocar escasez de agua en periodos de estiaje, afectando la seguridad hídrica de poblaciones y ecosistemas, como lo muestra el estudio sobre la cuenca Ágave en Europa, donde se espera una caída de más del 30 % en el caudal estival para finales de siglo.
Los glaciares tropicales cumplen un papel fundamental  en la seguridad hídrica de las zonas altoandinas, especialmente durante las épocas secas. En ciudades como Quito, La Paz y Huaraz el agua de deshielo glaciar representa entre el 5% y el 67% del suministro anual, y en épocas de sequía puede llegar hasta el 91% en algunos casos. La pérdida de glaciares no solo impacta en la disponibilidad de agua, sino que también está arraigada a problemas ambientales importantes, además riesgos que se evidencia como: desbordamientos de lagunas de los glaciares, desprendimientos de hielo y la creación de cuerpos de agua que se convierten en riesgos para las comunidades aledañas.

## Conservación y monitoreo
Diversas iniciativas locales e internacionales se han implementado para preservar los vulnerables glaciares tropicales. En la cordillera Rwenzori (Uganda / RD Congo), el proyecto Project Pressure, en colaboración con la UNESCO y la Uganda Wildlife Authority, ha llevado a cabo desde 2024 la primera modelación 3D del glaciar Stanley Plateau y ha instalado equipos de monitoreo de largo plazo. Paralelamente, WWF Uganda y la UWA han fortalecido la gestión del Parque Nacional Rwenzori mediante la restauración de más de 4 500 hectáreas de bosque y la adopción de tecnologías como drones y cámaras trampa, mejorando la efectividad de gestión del parque de un 65 % en 2019 a un 70 % en 2022.
En Indonesia, la Agencia BMKG, desde 2009, monitorea los glaciares de Puncak Jaya; entre 2022 y 2023 registró una reducción de 4 m en grosor del hielo debido al fenómeno del Niño, y en 2024 un preprint del instituto EGUsphere confirmó que más del 99 % del glaciar se había perdido desde 1850, quedando solo 0,165 km² y proyectándose su desaparición hacia 2030. Tras el primer High-Level Glacier Conference en 2025, Indonesia ha fortalecido su posicionamiento diplomático y promovido iniciativas multilaterales para proteger el último glaciar tropical asiático.